# اوژنیا سیلوا
اوژنیا سیلوا (به انگلیسی: Eugenia Silva) (زاده ۱۳ ژانویه ۱۹۷۶) مدل اسپانیایی است.